# Samyang Comtech
Samyang Comtech (кор. 삼양컴텍; ханча: 三洋複合技術; латиніз. Samyang Keomtek) — південно-корейський виробник куленепробивної балістичної броні.
Виготовляє куленепробивні шоломи та бронежилети для збройних сил Південної Кореї і керамічну броню на основі карбіду кремнію для броньованих машин, таких як K1A1, K2 Black Panther і Altay. 

## Історія
Компанію було засновано 22 грудня 1962 року під назвою Oriental Industry (кор. 오리엔탈공업). У 1973 році уряд призначив компанію оборонним підрядником.  
У 1990 році була створена науково-дослідна лабораторія для розробки нових продуктів. У травні 1997 року для південно-корейських військових були створені перші вітчизняні шолом і бронежилет. 
У червні 1998 року компанія почала виробництво композитної броні Korean Special Armor Plate (KSAP), першої вітчизняної для танків K1A1. 
У 2002—2003 було розроблено найлегший у світі куленепробивний шолом вагою 1115 грамів.   
У вересні 2006 року назву компанії було змінено на Samyang Comtech (Samyang Composite Technology).  
У грудні 2008 року компанія була призначена співрозробником проєкту, відповідального за передачу технології броньових пакетів на основі KSAP для розробки турецького ОБТ Altay.  
У 2011 році був розроблений комплект броні для легкої тактичної машини і додаткове бронювання для колісної броньованої машини. 
У 2018 році розроблено додаткове бронювання для 30-мм колісних зенітних установок, командно-штабної колісної броньованої машини та експортних версій K239 Chunmoo. 

## Продукція

### Броня військової техніки
Джерело: Samyang Comtech, Armor Research Division 
- Броня ОБТ
- Навісна броня для KAAV
- Керамічна броня для БМП K21
- Куленепробивна панель для легкої тактичної машини K151 Raycolt
- Комплект навісної броні для РСЗВ K239 Chunmoo (експортна версія)
- Навісна броня для колісного бронетранспортеру K808 White Tiger
- Навісна броня для 30 мм колісної зенітної установки
- Броньований чохол для командирського панорамного прицілу

### Індивідуальний бронезахист
- Протиосколковий жилет SAV-I (Special Armor Vest) для армії [8]
- Кулезахисний жилет SAV-II для армії mil [9]
- Кулезахисний жилет SAV-III для військ спеціального призначення [10]
- Кулезахисний жилет SAV-IV для поліції для боротьби з заворушеннями [11]
- Кулезахисний жилет SAV-V для поліції [12]
- Плавучий бронежилет SAV-VI для флоту [13]
- Бронежилет прихованого носіння SAV-VII для цивільних осіб [14]
- Протиножовий жилет [15]
- Шолом SBH-I (Special Ballistic Helmet) (нейлон) [16]
- Шолом SBH-II (армаміди — кевлар, тварон[en]) [17]
- Шолом SBH-III (НВМПЕ[en]) [18]
- Бронеплита SAP-I (Special Armor Plate) (НВМПЕ — Dyneema, Spectra) [19]
- Гібридна бронеплита SAP-II [20]
- Гібридна бронеплита SAP-III [21]

### Авіадеталі
Джерело: Samyang Comtech, Aircraft Parts 
- Звукоізоляційні панелі
- Захисні панелі
- Сидіння навідників і десанту
- Захисні панелі для систем керування вогнем
- Вихлопні системи для гелікоптерів
- Паливні баки для літаків
- Паливні баки для гелікоптерів